# Encara li deien Trinidad
Encara li deien Trinidad (títol original en italià: ...continuavano a chiamarlo Trinità) és una pel·lícula italiana dirigida per Enzo Barboni, el 1971. És la continuació de Li deien Trinidad, estrenada un any abans. Ha estat doblada al català.

## Argument
Trinita i el seu germanastre Bambino proven de fer-se verdaders bandits, però la seva bona naturalesa els acaba fent combatre una banda de bandits amb l'ajuda de sacerdots.

## Repartiment
- Terence Hill: Trinidad
- Bud Spencer: Bambino
- Enzo Tarascio: el xèrif
- Emilio Delle Piane: James Parker
- Enzo Fiermonte: el pagès vagabund
- Dana Ghia: la dona del pagès vagabund
- Yanti Somer: l'enamorada de Trinidad
- Harry Carey Jr.: el pare de Trinidad
- Jessica Dublin: Farrah, la mare de Trinidad